# Dying Light (серія)
Dying Light — серія відеоігор у жанрі Survival horror, що розробляється та видається польською компанією Techland. Основою тем відеоігор є виживання у постапокаліптичному світі та боротьба із зомбі.

## Сюжет
У місті Харран таємничий спалах вірусу перетворив велику частину населення на агресивних зомбіподібних істот, змусивши владу закрити ціле місто на карантин. Не дивлячись на всі спроби людства зупинити поширення вірусу, через 15 років на Землі залишається одне останнє місто, Вілледор.

## Ігри
- 2015 — Dying Light
- 2016 — Dying Light: The Following
- 2018 — Dying Light: Bad Blood
- 2022 — Dying Light 2
- 2025 — Dying Light: The Beast